# Zamak

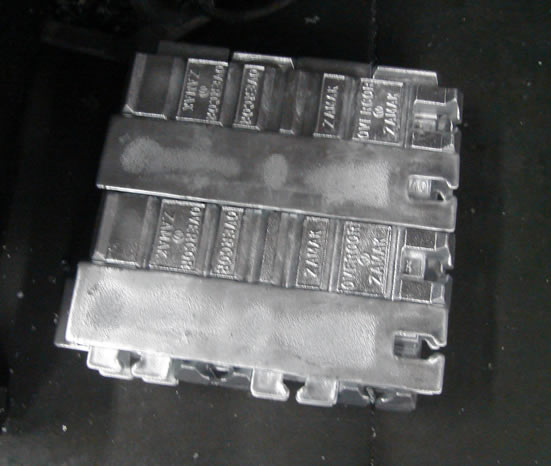
Зливок ливарного цинкового сплаву

Zamak — сімейство цинкових сплавів легованих алюмінієм, магнієм і міддю. Абревіатура розшифровується як: «zink — aluminium — magnesium — kupfer», тобто складається з перших букв німецьких позначень елементів що входять до сплаву металів. Був винайдений у 1929 р. американською компанією The New Jersey Zinc Corporation.
У всьому світі слово Zamak стало синонімом цинк-алюмінієвих сплавів. У країнах колишнього СРСР для аналогічних сплавів використовується абревіатура ЦАМ: цинк — алюміній — мідь.
Головна сфера застосування сплавів ZAMAK — лиття під тиском. Ці сплави мають низьку температуру плавлення (трохи вищу аніж у свинцю) і гарні ливарні властивості, при цьому є досить міцними (на рівні маловуглецевої сталі), що дозволяє отримувати досить міцні деталі з дуже складною формою.
Сплави сімейства Zamak позначаються різними номерами (Zamak-2, -3, -5, -7). Найпоширеніший Zamak-3. Густина сплаву 6,7 г/см3, температура плавлення — 381—387 °С, коефіцієнт тертя — 0,07, границя міцності — 268 МПа, модуль пружності — 96 ГПа, твердість по Брінелю 97 одиниць, що співставно з маловуглецевою сталлю (~120 HB).
Список виробів, виготовлених із сплавів цього сімейства, досить широкий, і включає в себе: корпуси карбюраторів, сантехнічні змішувачі, промислові степлери, всілякі дверні ручки і фурнітуру, корпуси замків, масштабні моделі, ключки для гольфу, художню мініатюру, рибальські котушки, затвори вогнепальної (Hi-Point Firearms) і травматичної (Zoraki, Streamer) зброї, а також багато іншого.
Вагомою проблемою, пов'язаною із сплавами є міжкристалічна корозія («цинкова чума»), незворотній процес руйнування, спричинений порушенням технології виробництва.

##### Призначення легуючих компонентів
Алюміній покращує рідиннотекучість та знижує розчинення заліза, що у результаті підвищує міцність сплаву. Якщо у сплаві 4-6 % алюмінію то він вирівнює текстуру, роблячи її однорідною та дрібнозернистою.
Мідь робить сплав твердішим та міцнішим: 3 % міді збільшують міцність на 20 %. Однак водночас мідь погіршує антикорозійні властивості та посилює старіння сплаву. Останнє з часом призводить до зниження механічних властивостей та зміни об'єму.
Магній захищає від корозії (зокрема й міжкристалічної) та об'ємних змін сплаву через старіння. Допустимий вміст — 0,1 %. Якщо магнію більше, погіршуються механічні властивості та пластичність. Також підвищується червоноламкість: при гарячій обробці тиском сплав може отримувати тріщини.
Небажані домішки — олово, свинець та кадмій. Їх допустимий вміст для ливарних сплавів — 0,001 %, 0,007 % та 0,003 % відповідно. Якщо олова, свинцю та кадмію більше за ці значення погіршуються механічні властивості сплаву, підвищується червоноламкість, через що на відливках утворюються тріщини. Зростає небезпека міжкристалітної корозії. Також до небажаних домішок відносять залізо. Всього 0,2 % заліза в складі робить сплав крихким та непридатним для прокату, погіршує пластичність та якість відливки. Також у сплавах зустрічаються й інші домішки — наприклад, нікель (знижує рідиннотекучість) та кремній (знижує міцність).
|                    |      | Легуючі елементи | Легуючі елементи | Легуючі елементи | Небажані домішки | Небажані домішки | Небажані домішки | Небажані домішки | Небажані домішки | Небажані домішки | Небажані домішки | Небажані домішки |
| Стандарт           | Межі | Al               | Cu†              | Mg               | Pb               | Cd               | Sn               | Fe               | Ni               | Si               | In               | Tl               |
| ------------------ | ---- | ---------------- | ---------------- | ---------------- | ---------------- | ---------------- | ---------------- | ---------------- | ---------------- | ---------------- | ---------------- | ---------------- |
| ASTM B240 (Злиток) | min  | 3,9              | -                | 0,025            | -                | -                | -                | -                | -                | -                | -                | -                |
| ASTM B240 (Злиток) | max  | 4,3              | 0,1              | 0,05             | 0,004            | 0,003            | 0,002            | 0,035            | -                | -                | -                | -                |
| ASTM B86 (Лиття)   | min  | 3,5              | -                | 0,025            | -                | -                | -                | -                | -                | -                | -                | -                |
| ASTM B86 (Лиття)   | max  | 4,3              | 0,25             | 0,05             | 0,005            | 0,004            | 0,003            | 0,1              | -                | -                | -                | -                |
| EN1774 (Злиток)    | min  | 3,8              | -                | 0,035            | -                | -                | -                | -                | -                | -                | -                | -                |
| EN1774 (Злиток)    | max  | 4,2              | 0,03             | 0,06             | 0,003            | 0,003            | 0,001            | 0,02             | 0,001            | 0,02             | -                | -                |
| EN12844 (Лиття)    | min  | 3,7              | -                | 0,025            | -                | -                | -                | -                | -                | -                | -                | -                |
| EN12844 (Лиття)    | max  | 4,3              | 0,1              | 0,06             | 0,005            | 0,005            | 0,002            | 0,05             | 0,02             | 0,03             | -                | -                |
| JIS H2201 (Злиток) | min  | 3,9              | -                | 0,03             | -                | -                | -                | -                | -                | -                | -                | -                |
| JIS H2201 (Злиток) | max  | 4,3              | 0,03             | 0,06             | 0,003            | 0,002            | 0,001            | 0,075            | -                | -                | -                | -                |
| JIS H5301 (Лиття)  | min  | 3,5              | -                | 0,02             | -                | -                | -                | -                | -                | -                | -                | -                |
| JIS H5301 (Лиття)  | max  | 4,3              | 0,25             | 0,06             | 0,005            | 0,004            | 0,003            | 0,01             | -                | -                | -                | -                |
| AS1881             | min  | 3,9              | -                | 0,04             | -                | -                | -                | -                | -                | -                | -                | -                |
| AS1881             | max  | 4,3              | 0,03             | 0,06             | 0,003            | 0,003            | 0,001            | 0,05             | -                | 0,001            | 0,0005           | 0,001            |
| GB8738-88          | min  | 3,9              | -                | 0,03             | -                | -                | -                | -                | -                | -                | -                | -                |
| GB8738-88          | max  | 4,3              | 0,1              | 0,06             | 0,004            | 0,003            | 0,0015           | 0,035            | -                | -                | -                | -                |
| †Небажані домішки  |      |                  |                  |                  |                  |                  |                  |                  |                  |                  |                  |                  |